# Thiên hoàng Kōken
Thiên hoàng Hiếu Khiêm (孝謙天皇 (Hiếu Khiêm thiên hoàng)/ こうけんてんのう Kōken-Tennō, 718 - 28 tháng 8 năm 770) là thiên hoàng thứ 46 và cũng là Thiên hoàng Xưng Đức (称徳天皇 (Xưng Đức thiên hoàng)/ しょうとくてんのう Shōtoku-Tennō) - thiên hoàng thứ 48 theo danh sách thiên hoàng truyền thống của Nhật Bản. Bà là nữ Thiên hoàng thứ hai lên ngôi hai lần, sau  Nữ Thiên hoàng Kōgyoku. Triều đại Kōken đánh dấu sự rối loạn ngày càng cao độ trong triều đình. Đặc biệt, sự kiện nhà sư Dōkyō được Thiên hoàng phong làm quốc sư khuynh đảo Thiên hoàng, âm mưu của ông ta nhằm cướp ngôi vua làm chính quyền trung ương ngày càng suy sụp hơn. Trong lịch sử Nhật Bản, Kōken / Shotoku là người thứ sáu trong số tám phụ nữ đảm nhận vai trò là Thiên hoàng. Năm quốc vương nữ trước Kōken / Shotoku là (a) Suiko, (b) Kōgyoku / Saimei, (c) Jitō, (d) Gemmei, và (e) Genshō; và hai người phụ nữ trị vì sau Kōken / Shotoku là (f) Meishō, và (g) Go-Sakuramachi.

## Tường thuật truyền thống
Tên thật của bà là công chúa Abe, con gái thứ hai của Thiên hoàng Shōmu và hoàng hậu Komyo (tức bà Fujiwara Kōmyōko). Thuở thiếu thời, bà sống trong sự nuôi dưỡng từ mẹ là người họ Fujiwara nên chịu ảnh hưởng khá nhiều.

## Trị vì

### Triều đại Thiên hoàng Kōken
Ngày 19/08/749, Thiên hoàng Shōmu thoái vị và công chúa Abe (con gái ông) lên ngôi, lấy hiệu là Kōken. Mặc dù đã lên ngôi, nhưng thực quyền vẫn nằm trong tay mẹ là Hoàng thái hậu Kōmyō (tức bà Fujiwara Kōmyôko) và người cháu trai của bà ta là Fujiwara no Nakamaro (con trai Muchimaro thuộc Nanke). Dựa trên uy tín của mình, Kômyô bổ nhiệm Nakamaro vào chức trưởng quan của Shibi chuudai (Tử vi trung đài) một nha sở mới được hai bác cháu đặt ra để lo về những việc kề cận thiết thân của Hoàng thái hậu. Từ năm 749, vua Bột Hải Văn Vương của vương quốc Bột Hải tăng cường ngoại giao và thương mại với Nhật Bản hòng gây sức ép với địch thủ Tân La ở mặt Nam. Người Bột Hải tự hào là người thừa kế của Cao Câu Ly. Các thư tín gửi cho Thiên hoàng Nhật Bản chỉ ra rằng các vị vua Bột Hải tự nhận mình là "vua Cao Câu Ly".
Năm 753 Kōken phái sứ giả sang Tân La (đời vua Tân La Cảnh Đức Vương) để bang giao. Tuy nhiên vua Tân La Cảnh Đức Vương lại đối xử kiêu ngạo với các sứ giả Nhật Bản.
Năm 757, Tachibana no Naramaro (con trai của Moroe) thấy quyền lực của Fujiwara no Nakamaro ngày càng lớn, nên quyết định tụ tập tất cả các thành phần hào tộc chống đối để trừ khử Nakamaro. Thế nhưng âm mưu của ông bị cáo giác và Tachibana no Naramaro bị bắt giam rồi chết trong ngục.
Trong thời gian bà trị vì, vì muốn thúc đẩy Phật giáo thành một tôn giáo của quốc gia và làm tăng thêm thân thế của hoàng tộc, Thiên hoàng đã triệu nhiều tu sĩ Phật giáo vào triều đình. Trong số đó, nhà sư Dōkyō được bà lưu tâm nhiều nhất.
Năm 758 Kōken lại phái sứ giả sang Tân La (đời vua Tân La Cảnh Đức Vương) để bang giao. Lần này vua Tân La Cảnh Đức Vương lại từ chối gặp họ. Vua Tân La Cảnh Đức Vương được cho là đã xúc phạm Nhật Bản hai lần.
Ngày 7/12/758, Kōken theo lời đề nghị của Nakamaro đã thoái vị và nhường ngôi cho con nuôi là Thiên hoàng Junnin, lên ngôi Thái thượng hoàng.

### Triều đại Thiên hoàng Shōtoku
Ngày 26/1/765, thái thượng hoàng truất ngôi Junnin và lên ngôi lần thứ hai, lần này lấy hiệu là Shōtoku. Thời Shōtoku, nhà sư Dōkyō (道鏡 (Đạo Kính)) được đặt vào một chức vụ đặc biệt tên là Daijōdaijin Zenshi ( (Thái chính đại thần thiền sư)), có quyền lực của một vị tể tướng kiêm giáo chủ (Hōō = pháp vương). Sau đó, bà lấy cớ là thần ở đền Usa Hachiman Jinguu thác lời mà mà mưu tính đưa cả Dōkyō lên ngôi Thiên hoàng. Nhưng do nhóm các đại thần như Wake no Kiyomaro hiệp lực ngăn cản cho nên ước vọng phi lý đó mới không thành. Từ năm 765, vua Bột Hải Văn Vương của vương quốc Bột Hải cũng tăng cường ngoại giao và thương mại với Nhật Bản hòng gây sức ép với địch thủ Tân La ở mặt Nam. Người Bột Hải tự hào là người thừa kế của Cao Câu Ly. Các thư tín gửi cho Thiên hoàng Nhật Bản chỉ ra rằng các vị vua Bột Hải tự nhận mình là "vua Cao Câu Ly".
Năm 770, Thiên hoàng Shōtoku cho khắc in bộ kinh Phật - Hyakumanto dharani (百万塔陀羅尼 (Bách Vạn Tháp Đà La Ni)). Bản in vào năm 770 này là một trong những ấn phẩm được xuất bản sớm nhất trên thế giới. Bà cũng cho xây dựng ngôi chùa Otagi Nenbutsu-ji, nằm ở khu phố Arashiyama thuộc Kyoto.
Ngày 28/8/770, nữ Thiên hoàng Shōtoku qua đời lúc 57 tuổi. Người kế vị bà là cháu trai (gọi Thiên hoàng Tenji bằng ông nội) lên ngôi, hiệu là Thiên hoàng Kōnin.

### Niên hiệu

#### Những năm của triều đại Kōken
- Tenpyō-kanpō (749)
- Tenpyō-shōhō (749-757)
- Tenpyō-hōji (757-765)

#### Những năm của triều đại Shotoku
- Tenpyō-hōji (757-765)
- Tenpyō-jingo (765-767)
- Jingo-keiun (767-770)

### Kugyō

#### Thời Koken
- Taihō, Emi no Oshikatsu (trước đây là Fujiwara no Nakamaro).
- Thái Chính đại thần
- Tả đại thần: Tachibana no Moroe (trước đây là Katsuragi -o, Hoàng tử Katsuragi) (nửa người anh em của Hoàng hậu Kōmyō).
- Hữu đại thần: Fujiwara no Toyonari (con trai đầu tiên của Fujiwara no Muchimaro).
- Hữu đại thần: Fujiwara no Nakamaro (con trai thứ hai của Fujiwara no Muchimaro).
- Nội đại thần
- Đại nạp ngôn

#### Thời Shotoku
- Thái Chính đại thần: Dōkyō.
- Tả đại thần
- Hữu đại thần: Kibi Makibi.
- Nội đại thần
- Đại nạp ngôn: Fujiwara Matate.